# NGC 2582
NGC 2582 is een balkspiraalstelsel in het sterrenbeeld Kreeft. Het hemelobject werd op 22 februari 1789 ontdekt door de Duits-Britse astronoom William Herschel.

## Synoniemen
- IC 2359
- UGC 4391
- MCG 4-20-50
- ZWG 89.22
- ZWG 119.91
- PGC 23630